# Zingiber loerzingii
Zingiber loerzingii là một loài thực vật có hoa trong họ Gừng. Loài này được Theodoric Valeton miêu tả khoa học đầu tiên năm 1918.

## Mẫu định danh
Mẫu định danh: Lörzing J.A. s.n.; do Julius August Lörzing (1872-1945) thu thập ở cao độ 350 m, tọa độ khoảng 3°19′0″B 98°35′0″Đ / 3,31667°B 98,58333°Đ, khe núi Lan Klewang, phó huyện Sibolangit, huyện Deli Serdang, tỉnh Bắc Sumatra, Indonesia. Mẫu holotype lưu giữ tại Trung tâm Nghiên cứu Sinh học Indoneasia ở Cibinong (BO).

## Phân bố
Loài đặc hữu đảo Sumatra; có ở chân núi Sinabung, Sibolangit, miền bắc Sumatra, Indonesia. Loài cây thảo thân rễ này mọc trong rừng, ở cao độ 600-1.000 m.

## Mô tả
Cây thảo mập, cao 1,5-2,5 m. Thân rễ ruột màu trắng ánh xám. Lá có cuống, hình mác- thuôn dài, tới 63 × 15 cm, đỉnh tù thon nhỏ dần nhọn thon, đáy nhọn lệch, gân giữa mặt dưới rải rác có lông áp ép. Cuống lá dài 4 cm, có rãnh sâu, phần đáy phình to. Lưỡi bẹ khô xác, ngắn?, sớm tàn lụi. Bẹ hầu như không lông. Cụm hoa trông tương tự như bông hoa cúc thúy (Callistephus chinensis) lớn do các lá bắc tỏa ra và cong xuống, 15 × 12 cm, các phần non của cụm hoa màu trắng, các phần già hơn màu đỏ thắm tươi. Cành hoa bông thóc có cuống dài, lớn, gần hình cầu, có vảy, có lông nhỏ áp ép. Cuống cụm hoa mọc thẳng, cao 10 cm. Lá bắc hình thuyền, đỉnh nhọn, móc cong xuống, khi khô hình mác.  Lá bắc con hình trứng, nhọn, quấn ngang bằng ống tràng, 4 × 1,6 cm. Hoa lớn (7 cm) màu vàng nhạt, cánh môi màu da cam. Đài hoa dài 2 cm, gần cắt cụt, 3 răng ngắn, gần đều. Thùy tràng lưng hình mác, nhọn hoắt, dạng nắp; các thùy tràng bên thuôn dài tù. Ống tràng dài 3,3 cm. Cánh môi màu từ da cam sẫm tới đỏ san hô với lốm đốm vàng, cùng các nhị lép hợp sinh ở đáy, thuôn tròn, vết chẻ ngắn và răng ngắn, thuôn tròn. Bao phấn dài 1,5 cm, màu như màu cánh môi; mỏ dài bằng bao phấn. Bầu nhụy có lông. Nhụy lép hình dùi-hình trụ, dài 7 mm. Quả nang lớn, 4 × 1,5 cm, phần trên thon nhỏ và phẳng, có lông nhỏ.
Z. loerzingii gần giống với Z. kunstleri và Z. inflexum.
Một phân tích phát sinh chủng loài phân tử năm 2012 cho rằng Z. loerzingii gần với Z. rubens, Z. orbiculatum và Z. fragile.